# 石丸基司
石丸 基司（いしまる もとじ）は、日本の作曲家、北海道釧路市生まれ。

## 人物
音楽だけに留まらず、絵画や劇作などの表現活動を重ねて、伊福部昭亡き後の「完本管絃楽法」新装版(音楽之友社)の校正役をしている。

## 経歴
- 1983年 「今日の音楽」(武満徹企画)10周年記念国際作曲コンクール作曲賞ノミネート。
- 1985年 同コンクール作曲賞再ノミネート。名古屋文化振興賞。「高橋アキ 新しい耳シリーズIV」に出品。
- 1987年 東京音楽大学作曲科を優等賞で卒業。作曲を伊福部昭、池野成、池辺晋一郎、西村朗、吉松隆らに師事。 同年、上海国際作曲コンクールに入選。
- 1991年 藍川由美リサイタルにて「シャクシャインの歌」を奏楽堂「童謡を歌う会」にて初演。
- 1992年 東京都と板橋区文化振興財団の委嘱による協奏曲「大地は霧色に沈む」は、独奏者に野坂恵子を迎え初演。
- 1994年 「松の実会」の委嘱作品「蒼き松に寄せる頌舞」を初演。野坂恵子の委嘱作「雙楽」が初演。
- 1995年 第24回釧新郷土芸術賞受賞。
- 1996年 伊福部昭音楽祭(キタラホール、札幌交響楽団、旭山合唱団)合唱指揮者。
- 1997年 第21回高後賞受賞、帯広市弘文堂画廊にて絵画展。
- 2000年 北海道舞台塾3分芝居に台本「タクシー」が入選。劇作家ふじたあさやに師事。教育文化フェスティバル2001(札幌市)に於いて「タクシー」が再演。
- 2002年 コーチャンフォーにて絵画展。
- 2003年 全日本ピアノ指導者協会ピティナ新曲課題曲賞。課題曲「日本の幻想IV」がカワイ楽譜より出版。
- 2004年 北海道文化審議委員。札響の「トリオ・ダンシュ・サッポロ」のCDをプロデュース。「湿原のドン・キホーテ」をリリース。「釧路春秋」秋季号53に「2004年から眺める釧路の作曲家と音楽家について」を掲載。異種合奏譚詩「白きオピラメ」が“ムジカ織音”により初演。
- 2005年 「NHKほっかいどう音楽紀行」を担当。
- 2006年 道東文化塾にて講演（釧路短期大学）テーマは「伊福部昭の音楽とアイヌ」。
- 2007年 伊福部昭音楽祭実行委員、伊福部昭一回忌追悼演奏会実行委員長。釧路市での作曲家の作品展「アールクシリアンくしろ作曲家コレクション」を二橋潤一、泉史夫らと企画。釧路市立幣舞中学校校歌、釧路市立中央小学校校歌を作曲。
- 2009年 北方交響曲第3番「モシリヤ」初演。（釧路交響楽団）
- 2011年 釧新郷土芸術賞記念コンサートにて木原奈津子のピアノと釧路市民吹奏楽団と「コンチェルト・ノルディコ」を初演。
- 2012年 1月に物故した画家、佐々木榮松の追悼曲「湿原のドン・キホーテ」(ピアノ版)を改訂初演。